# Ки Марчелло
Ки Марчелло (настоящее имя — Кьелл Хильдинг Лёвбом; 20 февраля 1960 года) — шведский гитарист и вокалист, наиболее известный как бывший гитарист хард-рок-групп Europe и Easy Action. Также занимается сольной карьерой.

## Карьера
На протяжении многих лет Марчелло играл в различных группах, таких как Stetson Cody Group, Norbom Hilke и Noice, прежде чем в 1982 году основал Easy Action. Они выпустили два альбома: Easy Action и That Makes One. Easy Action стали первой скандинавской группой, подписавшей в 1983 году контракт с американским лейблом Warner Sire Records . Позже группу покинул Зинни Зан младший, на смену которому пришёл Томми Нильссон. Они записали That Makes One в 1985–1986 годах и выпустили его в 1986 году, всего за несколько месяцев до того, как Марчелло покинул группу в ноябре 1986 года, чтобы присоединиться к группе Europe, заменив их первоначального гитариста Джона Норума. В 1993 году он сформировал/присоединился к Red Fun вместе с барабанщиком Easy Action Фредриком фон Гербером, и в том же году они выпустили свой первый и единственный альбом Red Fun. В 1995 году он начал сольную карьеру, выпустив свой первый сольный альбом Shine On. а его пятый, Scaling Up был выпущен Frontiers Records в октябре 2016 года. В 2013–2014 годах он играл главную роль в шведской постановке бродвейского мюзикла Rock Of Ages (мюзикл), в котором он должен был изобразить себя в специально написанной роли. С 2015 года он принимал участие в различных версиях Rock Of 80's, которые осенью 2016 года прошли в аншлаговом стадионном туре по Швеции. В настоящее время он гастролирует с Kee Marcello Band.
Марчелло ранее сотрудничал с вокалистом группы Europe Джоуи Темпестом над невероятно успешным синглом «Give a Helpin' Hand» для благотворительного проекта «Swedish Metal Aid». Он также спродюсировал платиновый альбом и впоследствии подарил Темпесту свой первый хит. Успех этого сотрудничества, вероятно, сыграл решающую роль в решении пригласить Марчелло стать новым гитаристом. Когда он присоединился к группе Europe в 1986 году, группа ещё не гастролировала за пределами Швеции, но всё изменилось, когда «The Final Countdown» наконец-то достигла первого места в чартах синглов в 25 странах. В 1987 году группа Europe отправилась в турне «The Final Countdown World Tour», своё первое мировое турне.
В 1988 году Марчелло записал свой первый студийный альбом с Europe, Out of This World, в Olympic Studios в Лондоне. Позже в том же году они отправились в тур «Out of This World», который начался с совместного выступления по США с Def Leppard. Группа Dare бывшего клавишника Thin Lizzy Darren Wharton поддержала группу в европейской части тура. Марчелло, который в 1987 году эмигрировал с остальными участниками группы на Карибы, пытаясь избежать тогдашнего жестокого шведского налога на маржу, проводил большую часть времени в Лос-Анджелесе, когда не был в Providenciales на Turks and Caicos. Сочинение и препродакшн следующего альбома проходили в Лос-Анджелесе и Сан-Франциско. Он был записан в 1990–1991 годах на студии Enterprise Studios в Бёрбанке, Калифорния. Prisoners in Paradise вышел в 1991 году, вскоре после начала мирового турне «Prisoners in Paradise». После тура в 1992 году группа решила взять перерыв.
В 1993 году Марчелло присоединился к бывшему барабанщику Easy Action Фредди фон Герберу в группе Red Fun и выпустил одноимённый альбом, сочетавший мелодичный металл с тяжёлыми блюзовыми элементами. В 1995 году он выпустил свой первый сольный альбом Shine On, выдержанный в традициях авторского сочинительства и, таким образом, отошедший от своих предыдущих работ. В 1997–2001 годах Марчелло продюсировал, писал и был соавтором песен для различных исполнителей в собственной студии «GEM Studios» в Гётеборге, Швеция. В частности, канадская группа The Moffats выпустила сингл номер один «Bang Bang Boom», заглавную песню альбома 2004 года «Shining Through the Rain» Percy Sledge, включённого в Зал славы R&R, и три подряд платиновых альбома шведской певицы Pandora в Японии. Он также несколько раз появлялся в качестве приглашённого гитариста, например, на альбоме In Flames 1999 года «Colony», исполнив второе гитарное соло в песне «Coerced Coexistence». В 2005 году он также участвовал в продюсировании альбома «Supergroupies».
В 2003 году Марчелло выпустил альбом Melon Demon Divine под названием Kee Marcello's K2. В состав трио входили Кен Сэндин на бас-гитаре и Сноуи Шоу на барабанах. В последующие годы гастролей состав группы претерпел некоторые изменения, за исключением басиста Кена Сэндина, который играет в группе и по сей день. Когда Europe воссоединилась с Джоном Норумом позже в том же году, Марчелло решил не участвовать в воссоединении. «Я сказал им, что не хочу участвовать в [новом] студийном альбоме, потому что в музыкальном плане я хочу двигаться в другом направлении, чем музыка, которую представляет Europe», — рассказал он в интервью. «Потом мы некоторое время обсуждали возможность тура в составе из шести человек, но по разным причинам это не получилось». Однако Марчелло также дал понять, что рад воссоединению Europe и гастролирует без него. «Я думаю, это действительно здорово, что ребята путешествуют и играют все эти песни перед множеством довольных фанатов».
Easy Action воссоединились для выступления на Sweden Rock Festival в 2006 году и переиздали свой дебютный альбом Easy Action с несколькими ранее не издававшимися концертными записями. Kee Marcello's K2 много гастролировал по Европе и странам Востока в 2008–2009 годах и выступал на шведском конкурсе песни «Евровидение» 2007 года вместе с Аланной Майлз. В 2009 году Марчелло подписал контракт на управление с Джерри Хелдерсом (TMS Management) и начал работу над двумя новыми альбомами, выход которых запланирован на 2011–2012 годы. В том же году он стал эндорсером Gibson Guitars. 
После рассмотрения более 2000 заявок Марчелло и TMS Management организовали прослушивание для его новой группы в лондонском клубе Little Halings в ноябре 2010 года. Группа выступала на фестивале Midem в Каннах, Франция, и на фестивале ILMC в Лондоне, а в 2012 году отправится в свой первый тур. Однако этот тур был отменён из-за проблем с менеджментом и спонсорами.
19 октября 2011 года в Швеции вышла автобиография Марчелло «Рок-звезда, которую забыл Бог», в которой содержались наглядные подробности употребления Марчелло наркотиков. Английский перевод вышел по всему миру в 2012 году. Его третий сольный альбом Redux: Europe был выпущен 11 ноября 2011 г. в Швеции, а релиз по всему миру состоялся 13 января 2012 г. Он содержит совершенно новый заглавный трек, а также перезаписанные треки Europe и Easy Action. Его четвертый сольный альбом Judas Kiss, был выпущен 5 апреля 2013 года.
В 2016 году Марчелло подписал контракт с итальянским лейблом Frontiers Records и осенью 2016 года выпустил новый сольный альбом «Scaling Up». В альбом вошли два трека с демо LeBaron Boys, записанного до Prisoners in Paradise.
Марчелло также участвует в скачках в Швеции и попал в новости, когда ему не разрешили участвовать в скачке со знаменитостью Патриком Шёбергом из-за того, что он не прошёл обязательный тест на алкоголь перед скачкой.
В 2017 году Frontiers объявили о подписании контракта с Kee of Hearts,, группой, созданной вокруг вокалиста Tommy Heart, солиста группы Fair Warning и самого Марчелло. Состав дополнили Кен Сэндин на бас-гитаре и итальянский барабанщик Марко Ди Сальвия (Hardline, Пино Скотто). Музыканты начали работу над альбомом в конце 2016 года под руководством продюсера Alessandro Del Vecchio, который играл на клавишных. Одноименный альбом Kee of Hearts был выпущен 15 сентября 2017 года, его предваряли синглы A New Dimension 27 июня, The Storm 13 июля, Bridge to Heaven 17 августа и Crimson Dawn 6 сентября.

## Дискография
В составе Easy Action
- 1983: Easy Action
- 1986: That Makes One

В составе Europe
- 1988: Out of This World
- 1991: Prisoners in Paradise
- 1992: 1982–1992
- 1997: Definitive Collection
- 2004: Rock the Night: The Very Best of Europe
- 2009: The Final Countdown: The Best of Europe

Как Kee Marcello's K2
- 2004: Melon Demon Divine

Сольные альбомы
- 1995: Shine On
- 2011: Redux: Europe
- 2013: Judas Kiss
- 2016: Scaling Up

Как Kee of Hearts
- 2017: Kee of Hearts

Как Out Of This World (совместно с Tommy Heart)
- 2021: Out Of This World

С другими артистами
- 1982: Noice – Europa
- 1986: Mikael Rickfors –  Rickfors
- 1991: Infra-Blue, Joey Tafolla, Shrapnel
- 1991: Judas River, Mikael Rickfors
- 1991: A Bit on the Side, Torben Schmidt, Thunderstruck Records
- 1992: Kosmonaut Gagarins Rapport, Edin Adahl, Viva Records
- 1992: Back to the Roots, Ulf Wakenius, Universal Music
- 1993: Walter Ego, Sy Klopps, Guitar Recordings
- 1993: Red Fun – Red Fun, Music For Nations
- 1997: Happy Man Don't Kill, Mikael Rickfors, Sonet Grammofon AB
- 1997: Remember my name, Sand & Gold, Base Point Media
- 1997: Killer Bee, World Order Revolution, Freedom Records
- 1999: Colony, In Flames, Nuclear Blast
- 2001: Eclipse, The Truth and a little more, z records
- 2002: city boy blues, Zinny J. Zan, Fastlane Fecords
- 2003: Lost in Vain, LAUDAMUS, Escape Music
- 2003: Wake the Nations, Ken Tamplin, Song Haus Music
- 2003: Fire, Walk with Me, VII Gates, Sound Riot
- 2005: Taste Some Liberty, Pavic, Anteo Records & Publishing
- 2005: The race is on, Sha-Boom, AOR Heaven
- 2007: Andrew Bordoni & Friends, Andrew Bordoni, Awb Productions Inc
- 2008: No Man's Land, Myland, Valery Records
- 2008: Unconditioned, Pavic, Anteo Records & Publishing
- 2009: Aphasia, Alex Falcone, Rock Royce Records
- 2009: Lit Up: A Millennium Tribute to Buckcherryteaming up with Chris Catena, Versailles
- 2009: Glamunition, Åge Sten Nilsen, Universal Records
- 2009: Back to the Roots, Ulf Wakenius, Universal Records
- 2010: Earth Shadow, Yana Mangi, Sakuntala
- 2011: Unfinished Business, Eric Carr, Auto Rock Records
- 2012: Mountain, Nubian Rose, MBM Import Service
- 2014: Thomas Zwijsen – Perferct Storm (Nylonized Album), Yellowdog and Blacklake [13]
- 2014: Cry Wolf, Wolfpakk, AFM Records
- 2015: Kingdom of Isolation, Airstream, Metalville Records
- 2016: Wide Eyes, Lost in the night, The Diamond ( Sincom Music Simone Cozzetto)